# Полтавське (озеро)
Полта́вське — заплавне озеро в лівій заплаві річки Дніпро в межах Черкаського та Золотоніського районів Черкаської області України.
Озеро розташоване на південний захід від села Сушки, в урочищі Склярове. Має стік на схід до затоки-плеса Дніпра через коротку та вузьку протоку.
Водойма має підковоподібну форму, більша половина якої простягається з північного заходу на південний схід. Довжина більшої північної частини становить 770 м, меншої — 600 м, а ширина коливається від 110 до 190 м. Глибина коливається від 0,5 до 1,0 м.
Озеро використовується для риболовлі.
| {{{alt}}} | Це незавершена стаття про Канівський район. Ви можете допомогти проєкту, виправивши або дописавши її. |